# 林庭機
林 庭機（りん ていき、1506年 - 1581年）は、明代の官僚・学者。字は利仁、号は肖泉。本貫は福州府閩県。

## 生涯
林瀚の子として生まれた。1535年（嘉靖14年）、進士に及第し、翰林院庶吉士に任じられた。翰林院検討に進んだ。国子司業に転じ、南京国子祭酒に抜擢された。南京太常寺卿に転じた。1559年（嘉靖38年）、南京工部右侍郎となった。1561年（嘉靖40年）、南京礼部右侍郎に転じた。1563年（嘉靖42年）、南京工部尚書となった。1566年（嘉靖45年）、南京礼部尚書に転じた。1567年（隆慶元年）、致仕し、帰郷した。1581年（万暦9年）12月、死去した。享年は76。太子太保の位を追贈された。諡は文僖といった。著書に『平曾一本叙』1巻・『文集』12巻があった。
子に林燫・林烴があった。